# اعداد ابرتام
در ریاضیات یک عدد ابرتام (به انگلیسی: Superperfect Number)، عددی صحیح مانند n است که در رابطهٔ زیر صدق کند
{\displaystyle \sigma ^{2}(n)=\sigma (\sigma (n))=2n\,,}
که در آن σ تابع تقسیم کننده می‌باشد.
اولین اعداد ابرتام عبارتند از :۲، ۴، ۱۶، ۶۴، ۴۰۹۶، ۶۵۵۳۶، ۲۶۲۱۴۴. اگر n یک عدد ابرتام زوج باشد باید به شکل توانی از ۲ مانند ۲k باشد به طوری که۲k+۱-۱ یک عدد اول مرسن باشد.
هنوز مشخص نیست که آیا عدد ابرتام فردی وجود دارد یا نه. یک عدد ابرتام فرد مانند n باید مربع کامل باشد به طوری هم n و هم (σ(n حداقل بر ۳ عدد اول متمایز بخشپذیر باشند. هیچ عدد ابرتام فردی کوچکتر از ۷x۱۰۲۴ وجود ندارد.
اعداد کامل و ابرتام زیر مجموعه‌ای از دسته‌ای بزرگتر از اعداد به نام (m،k)-کامل هستند که در رابطهٔ زیر صدق می‌کنند
{\displaystyle \sigma ^{m}(n)=kn\,.}
با این نماد گذاری اعداد کامل (۱،۲)-کامل هستند و اعداد ابرتام (۲،۲)-کامل می باشند. دسته‌های دیگری از اعداد (m،k)-کامل عبارتند از :
| m | k   | (m،k)-کامل | دنباله OEIS |
| - | --- | --- | ----------- |
| ۲ | ۳   | ۸، ۲۱، ۵۱۲ | A۰۱۹۲۸۱     |
| ۲ | ۴   | ۱۵، ۱۰۲۳، ۲۹۱۲۷ | A۰۱۹۲۸۲     |
| ۲ | ۶   | ۴۲، ۸۴، ۱۶۰، ۳۳۶، ۱۳۴۴، ۸۶۰۱۶، ۵۵۰۰۹۵، ۱۳۷۶۲۵۶، ۵۵۰۵۰۲۴                                                                                               | A۰۱۹۲۸۳     |
| ۲ | ۷   | ۲۴، ۱۵۳۶، ۴۷۳۶۰، ۳۴۳۹۷۶ | A۰۱۹۲۸۴     |
| ۲ | ۸   | ۶۰، ۲۴۰، ۹۶۰، ۴۰۹۲، ۱۶۳۶۸، ۵۸۲۵۴، ۶۱۴۴۰، ۶۵۴۷۲، ۱۱۶۵۰۸، ۴۶۶۰۳۲، ۷۱۰۴۰۰، ۹۸۳۰۴۰، ۱۸۶۴۱۲۸، ۳۹۳۲۱۶۰، ۴۱۹۰۲۰۸، ۶۷۰۴۳۳۲۸، ۱۱۹۳۰۴۱۹۲، ۲۶۸۱۷۳۳۱۲، ۱۹۰۸۸۶۷۰۷۲ | A۰۱۹۲۸۵     |
| ۲ | ۹   | ۱۶۸، ۱۰۷۵۲، ۳۳۱۵۲۰، ۶۹۱۲۰۰، ۱۵۵۶۴۸۰، ۱۶۱۲۸۰۰، ۱۰۶۱۵۱۹۳۶                                                                                               | A۰۱۹۲۸۶     |
| ۲ | ۱۰  | ۴۸۰، ۵۰۴، ۱۳۸۲۴، ۳۲۲۵۶، ۳۲۷۳۶، ۱۹۸۰۳۴۲، ۱۳۹۶۶۱۷۹۸۴، ۳۲۵۸۷۷۵۲۹۶                                                                                        | A۰۱۹۲۸۷     |
| ۲ | ۱۱  | ۴۴۰۴۴۸۰، ۵۷۶۶۹۹۲۰، ۲۳۸۶۰۸۳۸۴ | A۰۱۹۲۸۸     |
| ۲ | ۱۲  | ۲۲۰۰۳۸۰، ۸۸۰۱۵۲۰، ۱۴۹۱۳۰۲۴، ۳۵۲۰۶۰۸۰، ۱۴۰۸۹۶۰۰۰، ۴۵۹۸۱۸۲۴۰، ۷۷۵۸۹۸۸۸۰، ۲۲۵۳۱۸۹۱۲۰                                                                     | A۰۱۹۲۸۹     |
| ۳ | any | ۱۲، ۱۴، ۲۴، ۵۲، ۹۸، ۱۵۶، ۲۹۴، ۶۸۴، ۹۱۰، ۱۳۶۸، ۱۴۴۰، ۴۴۸۰، ۴۷۸۸، ۵۴۶۰، ۵۸۴۰، ...                                                                       | A۰۱۹۲۹۲     |
| ۴ | any | ۲، ۳، ۴، ۶، ۸، ۱۰، ۱۲، ۱۵، ۱۸، ۲۱، ۲۴، ۲۶، ۳۲، ۳۹، ۴۲، ۶۰، ۶۵، ۷۲، ۸۴، ۹۶، ۱۶۰، ۱۸۲، ...                                                              | A۰۱۹۲۹۳     |